# Kućište (Orebić)
Kućište ili Kučište je mjesto na poluotoku Pelješcu, u Dubrovačko-neretvanskoj županiji.

## Zemljopini položaj
Kućište se nalazi svega 5 km zapadno od Orebića, u podnožju brda Svetog Ilije. Smješteno je uzduž obale Jadrana.

## Stanovništvo
Prema popisu stanovništva iz 2001. godine u Kućištu obitavaju 204 stanovnika.
| broj stanovnika | 446   | 412   | 333   | 317   | 302   | 295   | 273   | 266   | 203   | 224   | 272   | 225   | 200   | 214   | 204   | 217   | 173   |
|                 | 1857. | 1869. | 1880. | 1890. | 1900. | 1910. | 1921. | 1931. | 1948. | 1953. | 1961. | 1971. | 1981. | 1991. | 2001. | 2011. | 2021. |

## Poznate osobe
- Ivan Krstelj (Kućište, 1867. - Viganj, 1949.), hrvatski pravaški političar,[5][6] jedan od prvih sokolaša i starješina Hrvatskog sokola i Krešimirove župe u Šibeniku, narodni zastupnik u Dalmatinskom saboru u Zadru,[7]1918. – 20. predsjednik privremene dalmatinske vlade u Zadru, prvi ministar vlade Kraljevine SHS, protivnik talijanske okupacije Dalmacije[8]

## Gospodarstvo
Turizam je najrazvijenija grana gospodarstva. U mjestu postoji odmaralište Perna s hotelskim kompleksom Komodor i auto-kampom te brojni privatni apartmani. Osim turizma, mještani se bave ribarstvom.

## Šport
Zbog svog položaja i stalnih ljetnih zapadnih vjetrova Pelješkog kanala između otoka Korčule i poluotoka Pelješca, Kućište je idealno mjesto za surfanje.

## Vanjske poveznice
- TZ Orebić[neaktivna poveznica]